# Tipula (Acutipula) punctoargentea
Tipula (Acutipula) punctoargentea is een tweevleugelige uit de familie langpootmuggen (Tipulidae). De soort komt voor in het Afrotropisch gebied.